# HD 114837
HD 114837 är en misstänkt dubbelstjärna belägen i den södra delen av stjärnbilden Kentauren. Den har en skenbar magnitud av ca 4,90 och är svagt synlig för blotta ögat där ljusföroreningar ej förekommer. Baserat på parallax enligt Gaia Data Release 2 på ca 55,0 mas, beräknas den befinna sig på ett avstånd på ca 59 ljusår (ca 18 parsek) från solen. Den rör sig närmare solen med en heliocentrisk radialhastighet på ca -64 km/s och kommer att ligga som närmast solen på ett avstånd av 21,8 ljusår om ca 240 000 år.

## Egenskaper
Primärstjärnan HD 114837 A är en gul till vit stjärna i huvudserien av spektralklass F6 V Fe-0.4. med ett lätt underskott av järn i dess spektrum. Den har en massa som är ca 1,1 solmassor, en radie som är ca 1,3 solradier och har ca 3 gånger solens utstrålning av energi från dess fotosfär vid en effektiv temperatur av ca 6 300 K.
HD 114837 A har en förmodad följeslagare av skenbar magnitud 10,2 med gemensam egenrörelse och med en vinkelseparation på 4,2 bågsekunder, år 2014.